# Sasa (Fluss)
Der Sasa ist ein Fluss in Nigeria.

## Verlauf
Der Fluss entspringt westlich der Stadt Ilesha im Bundesstaat Osun. Er beschreibt zunächst nördlich der Stadt Ile-Ife einen Bogen nach Norden und fließt weiter nach Südwesten. Bald darauf dreht er nach Süden. Nach gut der Hälfte seines Weges mündet von links der Owena, und kurz vor der Mündung ebenfalls von links sein längster Nebenfluss, der Oni – nicht zu verwechseln mit dem nicht weit entfernten Fluss Oni, der direkt in die Lagune von Lekki mündet. Der Sasa mündet etwa 25 km östlich von Epe über ein verzweigtes Delta in die Lagune von Lekki.

## Hydrometrie
Die Durchflussmenge des Sasa wurde an der Mündung in m³/s gemessen.